# Misandrie
Misandria (din greaca veche μίσος / misos — „ură” + ἀνήρ / anếr — „bărbat”) este o atitudine de ură, aversiune, ostilitate sau dispreț față de persoanele de sex masculin (bărbați, băieți).
Misandria este un fenomen social, fiind studiat ca un element de psihologie socială. El poate fi determinat și de o teamă de barbați.